# Пикардијска терција
Пикардијска терција (Укр. Піккардійська терція, Вокальна формація Піккардійська терція) је украјински а капела бенд. Формиран је 24. септембра, 1992. у Лавову и освојио је бројне награде у области музике у Украјини.

## Историја
Бенд је почео свој рад као квартет који је свирао стару украјинску музику из 15. вијека, скупа са адаптацијама традиционалне народне музике. Група се потом проширила на шест чланова са репертоаром од око три стотине радова, укључујући литургије, народне пјесме, свјетске познате хитове као и оригиналне радове чланова групе.
Од стварања 24. септембра до данас, Пикардијска терца је успјела основати сопствени музички стил који привлачи нове слушаоце сваким својим концертом.
За тринаест година, група је снимила шест албума, уествовала у пројектима са разним другим извођачима и учествовала у добротворним акцијама. Током година је држала концерте широм Украјине и Пољске, као и у Њемачкој, Сједињеним Америчким Државама, Канади, Италији, Русији и Француској.
Група је такође учествовала на много међународних такмичења и гостовала на фестивалима попут „Пјесме уједињене Европе“, „Фестивал пољске пјесме“ у Пољској и „Вокал тотал“ у Минхену у Њемачкој, гдје је била први представник источне Европе. Пикардијска терца је имала гостовање на међународном филмском фестивалу „Љето филма“ у Пољској гдје је по посебном захтјеву свирала филмску музику читав један сат.
Године 1997. група је наступала за Хилари Клинтон у лавовској опери током њеног гостовања у Украјини. Двије године након тога, група је путовала у Сједињене Америчке Државе држећи концерте по источној обали са специјалним наступом у Вашингтону. Године 2001. појављивали су се на главним странама украјинског фестивала у Торонту, којем је слиједио велики концерт у истом граду и још један концерт у Отави.
2004. година је била испуњена концертима по Сједињеним Америчким Државама, укључујући концерте у Чикагу, Филаделфији, Детроиту, Вашингтону, Њујорку, Самерсету и Кливленду, гдје су помогли у припреми 75. годишњице Уједињених украјинских организација тог града.
Осим на украјинском, група пева и на пољском, њемачком, италијанском и енглеском језику.

## Састав
- Андриј Капрал
- Андриј Шавала
- Володимир Јакименц
- Богдан Бохач
- Роман Туријанин
- Јарослав Нудик

## Албуми

### Албуми објављени на компакт диску
- С неба до земље (З Неба до Землі), 2004.
- Антологија, том 1 (Антологія. Том 1), 2003.
- Украјинска колекција (Українська колекція), 2003.
- Елдорадо (Ельдорадо), 2002.
- Терца пикардијска (Терція піккардійська), 2002.
- Измислићу свијет, 1999.
- Башта анђеоских пјесама (Сад ангельских пісень), 1997.
- Пикардијска терца (Піккардійська Терція), 1994.

### Албуми објављени на касети
- Измислићу свијет (Я придумаю світ), 1999.
- Тиха ноћ (Тиха ніч), уживо у Лавову, 1996.
- AD LIBITUM, уживо у Лавову, 1995.

### Сарадња са другим извођачима
- Руслана. Најбољи концерти звонког вјетра (Кращі концерти Дзвінкого вітру), 1996-1998.
- Руслана. Добро вече теби (Добрий вечір тобі), 2003.
- Али вријеме је као ријека (Але час, як ріка), 2003.